# A magyar labdarúgó-válogatott 2015. június 13-i mérkőzése
A magyar labdarúgó-válogatott Európa-bajnoki selejtezője Finnország ellen, 2015. június 13-án, melyet Stieber Zoltán 82. percben lőtt góljával 1–0-ra a magyar válogatott nyert meg. Ezzel az eredménnyel az összes világbajnoki és Európa-bajnoki selejtezősorozatot figyelembe véve először sikerült mind a hazai, mind az idegenbeli mérkőzést megnyernünk a finnek ellen az adott selejtező párharcokban. A magyar válogatott ezzel az értékes győzelmével megerősítette helyét a csoport harmadik helyén, 3 ponttal lemaradva az első helyezett románoktól és 2 ponttal a második északírektől.

## Előzmények
A magyar labdarúgó-válogatottnak a Finnország elleni volt a harmadik mérkőzése a 2015-ös esztendőben. Az elsőre március 29-én került sor, Budapesten Görögország ellen (Eb-selejtező, 0–0), míg a másodikra június 5-én került sor Debrecenben, a Nagyerdei stadionban Litvánia ellen (barátságos, 4–0).

A két csapat legutóbb 2014. november 14-én csapott össze egymással a szintén Európa-bajnoki selejtező keretében. A Budapesten, a Groupama Arénában, majdnem teltház, 19 500 néző előtt lezajlott találkozón Gera Zoltán 84. percben lőtt góljával a hazai csapat 1–0-ra megnyerte az összecsapást. 

Eddig 15-ször találkozott a két válogatott egymással. Legelőször 1922. július 13-án Helsinkiben, melyet 5–1-re megnyert a finn együttes. A mai találkozó előtt összesítésben 10 magyar siker, 3 döntetlen és 2 finn győzelem a statisztika. 

A találkozó előtt a selejtezőcsoport pont a féltávnál tartott, azaz mindkét együttes 5-5 mérkőzést vívott. A hazaiak 4 pontjukkal a 4. helyen, míg a magyarok 8 pontjukkal a 3. helyen álltak. 

## Helyszín
A találkozót Finnország fővárosában, Helsinkiben rendezték meg, az Olimpiai stadionban.
A stadiont az 1952. évi nyári olimpiai játékokra építették. Azóta sok világverseny helyszíne volt, többek között itt rendezték meg az első atlétikai világbajnokságot 1983-ban, majd 22 évvel később a 10. atlétikai világbajnokságot is, 2005-ben. Helyszíne volt továbbá az atlétikai Európa-bajnokságnak 1971-ben, 1994-ben és 2012-ben.

## Keretek
megjegyzés: A táblázatokban szereplő adatok a mérkőzés előtti állapotnak megfelelőek.
Dárdai Pál, a magyar labdarúgó-válogatott szövetségi kapitánya, június 11-én hirdette ki huszonöt főből álló keretét a finnek elleni mérkőzésre. A keretben egy játékos volt található, akik korábban még nem lépett pályára a nemzeti csapatban, Márkvárt Dávid, a Pécsi MFC középpályása. A szövetségi kapitány a mérkőzés napján dönti el, hogy Dzsudzsák és Juhász játszik-e majd a sorsdöntő összecsapáson.
| Magyarország                    | Magyarország     | Magyarország                     | Magyarország | Magyarország | Magyarország         | Magyarország                         |
| Poszt                           | Név              | Születési idő és életkor         | Vál.         | Gól          | Klub                 | Utolsó válogatottság                 |
| ------------------------------- | ---------------- | -------------------------------- | ------------ | ------------ | -------------------- | ------------------------------------ |
| K                               | Bogdán Ádám      | 1987. szeptember 27. (27 évesen) | 19           | 0            | Liverpool FC         | 2014. 03. 05-én Finnország ellen     |
| K                               | Dibusz Dénes     | 1990. november 16. (24 évesen)   | 3            | 0            | Ferencvárosi TC      | 2015. 06. 05-én Litvánia ellen       |
| K                               | Király Gábor     | 1976. április 1. (39 évesen)     | 94           | 0            | Szombathelyi Haladás | 2015. 06. 05-én Litvánia ellen       |
| V                               | Fiola Attila     | 1990. február 17. (25 évesen)    | 4            | 0            | Puskás Akadémia      | 2015. 03. 29-én Görögország ellen    |
| V                               | Forró Gyula      | 1988. június 6. (27 évesen)      | 2            | 0            | Újpest FC            | 2014. 11. 18-án Oroszország ellen    |
| V                               | Guzmics Richárd  | 1987. április 16. (28 évesen)    | 7            | 0            | Wisła Kraków         | 2013. 10. 11-én Hollandia ellen      |
| V                               | Juhász Roland    | 1983. július 1. (31 évesen)      | 86           | 6            | Videoton             | 2015. 03. 29-én Görögország ellen    |
| V                               | Kádár Tamás      | 1990. március 14. (25 évesen)    | 21           | 0            | Lech Poznań          | 2015. 03. 29-én Görögország ellen    |
| V                               | Lang Ádám        | 1993. január 17. (22 évesen)     | 4            | 0            | Győri ETO            | 2014. 11. 14-én Finnország ellen     |
| V                               | Leandro          | 1982. március 19. (33 évesen)    | 12           | 0            | Ferencvárosi TC      | 2015. 06. 05-én Litvánia ellen       |
| V                               | Szélesi Zoltán   | 1981. november 12. (33 évesen)   | 28           | 0            | Puskás Akadémia      | 2015. 06. 05-én Litvánia ellen       |
| V                               | Szolnoki Roland  | 1992. január 21. (23 évesen)     | 1            | 0            | Videoton             | 2015. 06. 05-én Litvánia ellen       |
| V                               | Vanczák Vilmos   | 1983. június 20. (31 évesen)     | 78           | 4            | FC Sion              | 2014. 09. 07-én Észak-Írország ellen |
| KP                              | Gera Zoltán      | 1979. április 22. (36 évesen)    | 81           | 24           | Ferencvárosi TC      | 2015. 03. 29-én Görögország ellen    |
| KP                              | Márkvárt Dávid   | 1979. szeptember 20. (35 évesen) | 0            | 0            | Pécsi MFC            | –                                    |
| KP                              | Simon Ádám       | 1990. március 30. (25 évesen)    | 1            | 0            | Videoton             | 2014. 11. 18-án Oroszország ellen    |
| KP                              | Stieber Zoltán   | 1988. október 16. (26 évesen)    | 8            | 1            | Hamburger SV         | 2015. 06. 05-én Litvánia ellen       |
| KP                              | Tőzsér Dániel    | 1985. május 12. (30 évesen)      | 27           | 1            | Watford              | 2015. 03. 29-én Görögország ellen    |
| CS                              | Dzsudzsák Balázs | 1986. december 23. (28 évesen)   | 68           | 16           | Gyinamo Moszkva      | 2015. 06. 05-én Litvánia ellen       |
| CS                              | Németh Krisztián | 1989. január 5. (26 évesen)      | 16           | 1            | Sporting Kansas City | 2015. 06. 05-én Litvánia ellen       |
| CS                              | Nikolics Nemanja | 1987. december 31. (27 évesen)   | 12           | 3            | Legia Warszawa       | 2015. 06. 05-én Litvánia ellen       |
| CS                              | Priskin Tamás    | 1986. szeptember 27. (28 évesen) | 47           | 16           | Győri ETO            | 2015. 06. 05-én Litvánia ellen       |
| CS                              | Simon Krisztián  | 1991. június 10. (24 évesen)     | 4            | 0            | 1860 München         | 2014. 11. 14-én Finnország ellen     |
| CS                              | Szalai Ádám      | 1987. december 9. (27 évesen)    | 24           | 8            | 1899 Hoffenheim      | 2015. 03. 29-én Görögország ellen    |
| CS                              | Varga Roland     | 1990. január 23. (25 évesen)     | 4            | 2            | Ferencvárosi TC      | 2015. 06. 05-én Litvánia ellen       |
| Szövetségi kapitány: Dárdai Pál |                  |                                  |              |              |                      |                                      |

| Finnország | Finnország | Finnország               | Finnország | Finnország | Finnország | Finnország           |
| Poszt      | Név        | Születési idő és életkor | Vál.       | Gól        | Klub       | Utolsó válogatottság |
| ---------- | ---------- | ------------------------ | ---------- | ---------- | ---------- | -------------------- |

Az adatok a mérkőzés előtti állapotnak megfelelőek.

## A mérkőzés
| 2015. június 13. 18.00 (CET) |

| Finnország                     | 0–1               | Magyarország                                                       |
| ------------------------------ | ----------------- | ------------------------------------------------------------------ |
| Riski 55' Sparv 80' Halsti 81' | (0–0) Jegyzőkönyv | 82' Stieber 56' Lang 64' Gera 81' Dzsudzsák 82' Stieber 82' Juhász |

| Helsingin olympiastadion, Helsinki Nézőszám: 20 434 Játékvezető: Jug Matej (szlovén) |

### Az összeállítások
| Csapatszínek | Csapatszínek | Csapatszínek |
| Csapatszínek |              |              |
| Csapatszínek |              |              |
|              |              |              |
| Finnország   |              |              |

| Csapatszínek | Csapatszínek | Csapatszínek |
| Csapatszínek |              |              |
| Csapatszínek |              |              |
|              |              |              |
| Magyarország |              |              |

Használt rövidítések (magyar rövidítés – angol rövidítés – poszt):
| - KA – GK – kapus - V – DF – hátvéd - S – SW – söprögető - JV – RB – jobb oldali védő - KV – CB – középső védő - BV – LB – bal oldali védő - JSZV – RWB – jobb szélső védő - BSZV – LWB – bal szélső védő | - KP – MF – középpályás - VKP – DM – védekező középpályás - BKP – LM – bal oldali középpályás - KKP – CM – középső középpályás - JKP – RM – jobb oldali középpályás | - JSZ – RW – jobb szélső - BSZ – LW – bal szélső - TKP – AM – támadó középpályás | - CS – ST, FW – csatár - JCS – RF – jobb oldali csatár - KCS – CF – középső csatár - BCS – LF – bal oldali csatár |

| FINNORSZÁG:      |    |                   |     |     |
|                  |    |                   |     |     |
| KA               | 12 | Lukas Hradecky    |     |     |
| JV               | 13 | Kari Arkivuo      |     |     |
| KV               | 15 | Markus Halsti     |     |     |
| KV               | 3  | Niklas Moisander  |     |     |
| BV               | 22 | Jukka Raitala     |     |     |
| VKP              | 16 | Sakari Mattila    |     | 85' |
| KKP              | 14 | Tim Sparv         |     |     |
| JKP              | 8  | Perparim Hetemaj  |     |     |
| TKP              | 21 | Kasper Hämäläinen |     |     |
| TKP              | 7  | Roman Jeremenko   |     |     |
| CS               | 10 | Teemu Pukki       |     | 46' |
| Cserék:          |    |                   |     |     |
| KA               | 1  | Niki Mäenpää      |     |     |
| KA               | 23 | Henrik Moisander  |     |     |
| V                | 2  | Sebastian Sorsa   |     |     |
| KP               | 4  | Joona Toivio      |     |     |
| V                | 5  | Thomas Lam        |     |     |
| KP               | 6  | Rasmus Schüller   |     |     |
| CS               | 9  | Tim Väyrynen      |     |     |
| CS               | 11 | Riku Riski        | 55' | 46' |
| KP               | 17 | Joni Kauko        |     |     |
| V                | 18 | Valtteri Moren    |     |     |
| KP               | 19 | Robin Lod         |     |     |
| CS               | 20 | Joel Pohjanpalo   |     | 85' |
| Vezetőedző:      |    |                   |     |     |
| Mixu Paatelainen |    |                   |     |     |

| MAGYARORSZÁG: |    |                  |     |     |
|               |    |                  |     |     |
| KA            | 1  | Király Gábor     |     |     |
| JV            | 14 | Fiola Attila     |     |     |
| KV            | 23 | Juhász Roland    | 82' |     |
| KV            | 2  | Lang Ádám        | 56' |     |
| BV            | 4  | Kádár Tamás      |     |     |
| JKP           | 18 | Stieber Zoltán   | 82' | 82' |
| KKP           | 19 | Priskin Tamás    |     | 46' |
| KKP           | 8  | Tőzsér Dániel    |     |     |
| BKP           | 7  | Dzsudzsák Balázs |     | 88' |
| TKP           | 10 | Gera Zoltán      | 64' |     |
| CS            | 11 | Szalai Ádám      |     | 77' |
| Cserék:       |    |                  |     |     |
| KA            | 12 | Bogdán Ádám      |     |     |
| KA            | 22 | Dibusz Dénes     |     |     |
| V             | 3  | Vanczák Vilmos   |     |     |
| V             | 4  | Forró Gyula      |     |     |
| V             | 6  | Leandro          |     |     |
| CS            | 9  | Németh Krisztián |     | 46' |
| CS            | 13 | Varga Roland     |     |     |
| V             | 15 | Szolnoki Roland  |     |     |
| KP            | 16 | Simon Ádám       |     | 88' |
| CS            | 17 | Nikolics Nemanja |     | 77' |
| V             | 20 | Guzmics Richárd  |     |     |
| CS            | 21 | Simon Krisztián  |     |     |
| Vezetőedző:   |    |                  |     |     |
| Dárdai Pál    |    |                  |     |     |

Asszisztensek:

 Matej Žunič (szlovén) (partvonal)

 Tomaž Klančnik (szlovén) (partvonal)

Negyedik játékvezető:

 Andraž Kovacic (szlovén)

## Statisztika
| Összesen              | Finnország | Magyarország |
| --------------------- | ---------- | ------------ |
| Labdabirtoklás        | 47%        | 53%          |
| Lövés                 | 6          | 14           |
| Kapura lövés          | 1          | 7            |
| Gól                   | 0          | 1            |
| Szöglet               | 3          | 7            |
| Les                   | 3          | 2            |
| Passzok száma         | 298        | 351          |
| Sikeres passzok száma | 245 (82%)  | 304 (87%)    |
| Szabálytalanság       | 15         | 17           |
| Sárga lap             | 3          | 5            |
| Piros lap             | 0          | 0            |

## Örökmérleg a mérkőzés után
| Magyarország |           | Finnország |
| ------------ | --------- | ---------- |
| 11           | Győzelem  | 2          |
| 3            | Döntetlen | 3          |
| 45           | Gólok     | 11         |
| 25/32        | Pontok    | 7/32       |
| 78,13%       | %         | 21,87%     |

A táblázatban a győzelemért 2 pontot számoltunk el.

## Tabella
További eredmények
| 2015. június 13. | Feröer         | 2–1 | Görögország |
| 2015. június 13. | Észak-Írország | 0–0 | Románia     |

Tabella a forduló után
| Csapat         | M | Gy | D | V | G+ | G– | Gk | P  |
| -------------- | - | -- | - | - | -- | -- | -- | -- |
| Románia        | 6 | 4  | 2 | 0 | 7  | 1  | +6 | 14 |
| Észak-Írország | 6 | 4  | 1 | 1 | 8  | 4  | +4 | 13 |
| Magyarország   | 6 | 3  | 2 | 1 | 5  | 3  | +2 | 11 |
| Feröer         | 6 | 2  | 0 | 4 | 4  | 8  | –4 | 6  |
| Finnország     | 6 | 1  | 1 | 4 | 5  | 8  | –3 | 4  |
| Görögország    | 6 | 0  | 2 | 4 | 2  | 7  | –5 | 2  |